# رودولفو غولن
رودولفو غولن (بالإسبانية: Rodolfo Guillén) هو لاعب كرة قدم ومدرب كرة قدم باراغواياني، ولد في 25 يوليو 1986 في كابياتا في باراغواي. لعب مع Club Olimpia (Itá) ‏.

## وصلات خارجية
- رودولفو غولن على موقع قاعدة بيانات كرة القدم.إي يو (الإنجليزية)